# Florence Crauford Grove
Florence Crauford Grove (1838 – 1902) fou un alpinista i escriptor anglès. Una de les seves fites més importants va ser la primera ascensió al mont Elbrús a la serralada del Caucas. Fruit d'aquesta ascensió va escriure el llibre The Frosty Caucasus.
En relació al seu primer nom "Florence", a Grove se'l confon equivocadament de vegades amb una dona. El seu segon nom és ""Crauford", cosa que també ocasiona confusió amb "Crawford" i "Craufurd".

## Alpinista
Grove esdevingué un experimentat alpinista a finals dels anys 1850. Es va associar a l'Alpine Club de Londres poc després de la seva fundació el 1857, del qual arribaria ser-ne president des de 1884 a 1886. Va ser un dels millors alpinistes britànics de la seva època, i se'l recorda per la seva oposició, durant els anys 1870, a l'alpinisme sense guia. Un article sobre el fundadors de l'Alpine Club a l'Oxford Dictionary of National Biography l'anomena com a "gentleman traveller of independent means".

### Primeres ascensions
| Cim                         | Altitud (msnm) | Companys de cordada                                           | Guies                                                | Data                 |
| --------------------------- | -------------- | ------------------------------------------------------------- | ---------------------------------------------------- | -------------------- |
| Dent d'Hérens               | 4.171          | Reginald S. Macdonald, Montagu Woodmass i William Edward Hall | Melchior Anderegg, Jean-Pierre Cachat i Peter Perren | 12 d'agost de 1863   |
| Parrotspitze (Punta Parrot) | 4.432          | Reginald S. Macdonald, Montagu Woodmass i William Edward Hall | Melchior Anderegg i Peter Perren                     | 16 d'agost de 1863   |
| Zinalrothorn                | 4.221          | Leslie Stephen                                                | Jakob i Melchior Anderegg                            | 22 d'agost de 1864   |
| Aiguille de Bionnassay      | 4.052          | E. N. Buxton, i Reginald S. McDonald                          | Jean-Pierre Cachat i Michel Payot                    | 28 de juliol de 1865 |
| Elbrús, cim oest            | 5.642          | Frederick Gardner i Horace Walker                             | Ahiya Sottaiev i Peter Knubel                        | 1874                 |

### Altres ascensions
Del 13 al 15 d'agost de l'any 1867 feu la segona ascensió de l'aresta del Leone al Cerví, que és la tercera escalada absoluta de la muntanya, en companyia de Jean Antoine Carrel, Salomon Meynet i Jean Baptiste Bich. Els dies 1 i 2 de setembre de 1868 puja per Zermatt fent l'onzena absoluta de la muntanya i es converteix en el primer a tenir l'ascensió de les dues arestes, encara que J. Tyndall (setena absoluta) ja havia fet la travessa de Breuil a Zermatt els dies 26 a 28 de juliol del mateix any (és a dir, l'aresta Hörnli o nord-est l'havia fent de baixada), i O. Hoiler i F. Thioly (vuitena absoluta) havien fet la travessa en sentit invers del 2 al 4 d'agost també del mateix any.

## Publicacions
- Grove, Florence Crauford; Whimper, Edward (il·lust). The Frosty Caucasus: an account of a walk through part of the Range and of an ascent of Elbruz in the summer of 1874.  Londres: Longmans, Green & Co, 1875, p. 341 pp..

El llibre de Grove està il·lustrat amb gravats d'Edward Whymper, trets de fotografies d'Horace Walker, i un mapa plegable. Els capítols cobreixen l'Alt Rion, la vall del riu Tcherek superior, la glacera de Bezingi i el grup Koshtan-Tau (ambdós a Kabardino-Balkària, Rússia), Tchegem i la gorja del Djilki-Su, Urusbieh, la primera ascensió del mount Elbrús (a Kabardino-Balkària i Karatxai-Txerkèssia), i el pas Nakhar (a Geòrgia).
The Frosty Caucasus va ser republicat en edició facsímil per Adamant Media Corporation el Febrer de 2002 (ISBN 978-1402184468).
El títol del llibre és manllevat de l'obra teatral Ricard II de William Shakespeare
O, who can hold a fire in his hand

By thinking on the frosty Caucasus?
- Grove, Florence Crauford; Simond, Charles (Pròleg). Van Cleemputte, Paul Adolphe (Prefaci). Le Caucase (pdf) (en francès). Gallica Bibliothèque numérique de la Bibliothèque National de France.  París: Plon, 1899, p. 32 pp. [Consulta: 8 gener 2012]. En aquesta edició les il·lustracions no són d'Edward Whymper.